# 中日本マテリアル
株式会社中日本マテリアル（なかにほんマテリアル、英名: Central　Japan Material Corporation）は、岐阜県中津川市に本社を置く、マテリアル（原材料）及び破産管財物件を主力としている会社である。
再生プラスチックの製造等の環境リサイクル事業・破産管財事業・インターネットでの商品の販売の事業を行っている。2018年8月にサワイスチールとして金属回収業を行っていた現在の代表取締役が同業他社を買収・吸収する形で法人として株式会社中日本マテリアルとして発足した。
基本的にはどの事業も「単価圧縮の精神」により自社で完結することを目指している。
他にも関連会社を通して、車両の買取・販売、中古機械の買取・販売、海外への貿易事業、不動産に関する事業なども行っている。
関連グループ企業として、一般法人向けの中古機械を対象とする岐阜県恵那市の株式会社中日本機工がある。

## 沿革
- 2011年5月1日 - 岐阜県恵那市でサワイスチールとして創業。以降、金属回収業、破産管財物件、自動車販売、中古機械販売業を営む。
- 2018年8月30日 - 岐阜県中津川市でサワイスチールが同業他社会社を吸収・買収する形で株式会社中日本マテリアルを設立。プラスチック関連専門業として営業を開始。
- 2018年12月1日 - 明渡し・残置物撤去事業、解体請負事業開始。
- 2019年12月1日 - 中東・東南アジア向け貿易事業を開始。
- 2020年4月1日 - 破産管財事業を再開。以降主力事業として展開。
- 2022年7月８日 - 中古機械関連事業を開始。同日、車両・重機事業を開始。

## 事業
2024年現在業務として機能しているのは以下の事業である。
破産管財事業
法人の破産に関する案件を中心とした事業である。主に、法人が破産した際に選任される破産手続き開始の決定を受けた法人を対象とした事業と破産申立を行っている法人に関する事業を行っている。また、個人の破産に関する買取・明渡し事業や相続財産清算人からの買取・明渡し関係の業務も行っている。
2018年に開業する際には、プラスチックリサイクルに専念するため、個人事業時代に行っていた管財事業の一時停止を宣言してプラスチックのリサイクルに専念していたが、2020年に管財事業を再始動している。
環境リサイクル事業
企業から排出されるマテリアル品を回収し、再度リサイクル原料を製造する事業を行っている。対象のマテリアル（原料）は、金属・プラスチックである。それ以外の原料は顧客からの相談により解決する方法をとっている。マテリアル対象のプラスチックは、PP・PC・PE・PP+E・PA・ABS・PC+ABS・AES・PBT等となっている。他にも一部依頼により製造を行なうこともある。
また破産管財事業から排出されるプラスチックや金属もマテリアルとしてリサイクルしている。
派生事業として、他のマテリアルを処分するため、産業廃棄物の収集運搬業を行っている。
明渡し・残置物撤去事業
不動産の残置物の撤去・明渡しに関する事業。破産管財事業にあたって発生する明渡し業務や不動産売却に関して発生する残置物の撤去や敷地内の清掃活動などが主となる。作業後の清掃活動も実施する。
販促事業
インターネットを利用して全国へ買取を行なった商品を販売している。
貿易事業
海外向けに単品・コンテナ単位での商品の販売を行なっている。コンテナの手配等の事業も含まれている。
車両・重機事業
2024年より強化事業に指定。車両・重機類の買取および販売を行なっている。
中古機械関連事業
国内・海外向けに仕入や販売を行なっている。
　  国内向けに探索・販売も実施している。
　 主力機械　　プラスチック成型機・プレス機・シャーリング等の鉄鋼系機械・解体対象の機械も買取している。
その他
大小問わないビルや家屋の解体請負業務、屋根補修作業他